# ألبرت سميث (ممثل)
ألبرت سميث (بالإنجليزية: Albert J. Smith)‏ هو ممثل أمريكي، ولد في 15 فبراير 1894 بشيكاغو في الولايات المتحدة، وتوفي في 11 أبريل 1939 بهوليوود في الولايات المتحدة.

## وصلات خارجية
- ألبرت سميث على موقع IMDb (الإنجليزية)
- ألبرت سميث على موقع أول موفي (الإنجليزية)
- ألبرت سميث على موقع قاعدة بيانات الأفلام السويدية (السويدية)
- ألبرت سميث على موقع قاعدة بيانات الفيلم (الإنجليزية)
- ألبرت سميث على موقع كينوبويسك (الروسية)